# Odessa (iron)
Odessa (iron), o più comunemente Odessa, è un meteorite ferroso trovato in Texas nel 1922. Il nome ufficiale porta il suffisso (iron) per distinguerlo da Odessa (stone), un altro meteorite molto più piccolo caduto in Ucraina, vicino alla famosa città di Odessa.

## Storia
I primi esemplari di ferri meteoritici provenienti da Odessa,  Texas, furono riconosciuti come tali nel 1922 e nell'arco di qualche anno fu anche riconosciuta l'origine meteoritica del Cratere Odessa da parte di Daniel Barringer, l'ingegnere minerario famoso per aver riconosciuto per primo l'origine meteoritica del famoso Meteor Crater.
Tra gli anni trenta e quaranta venne fatta una sistematica esplorazione del sito con perforazioni al fine di individuare eventuali masse metalliche all'interno del cratere, ma senza successo. Negli ultimi anni la zona è stata battuta da cacciatori di meteoriti dotati di metal detector e questo ha portato una relativa abbondanza di campioni sul mercato.

## Crateri
Il cratere principale, l'Odessa Meteor Crater, misura 165 metri di diametro. Il cratere è stato riempito dalla sabbia e per questo nel punto centrale è profondo solo un paio di metri rispetto alla pianura circostante. Nelle vicinanze sono stati individuati altri 4 crateri più piccoli.

## Composizione e classificazione
Il meteorite Odessa strutturalmente è una ottaedrite grezza, caratterizzata da numerose inclusioni di taenite e altri minerali accessiori.
La classificazione chimica ufficiale è "gruppo principale (MG) del complesso IAB".

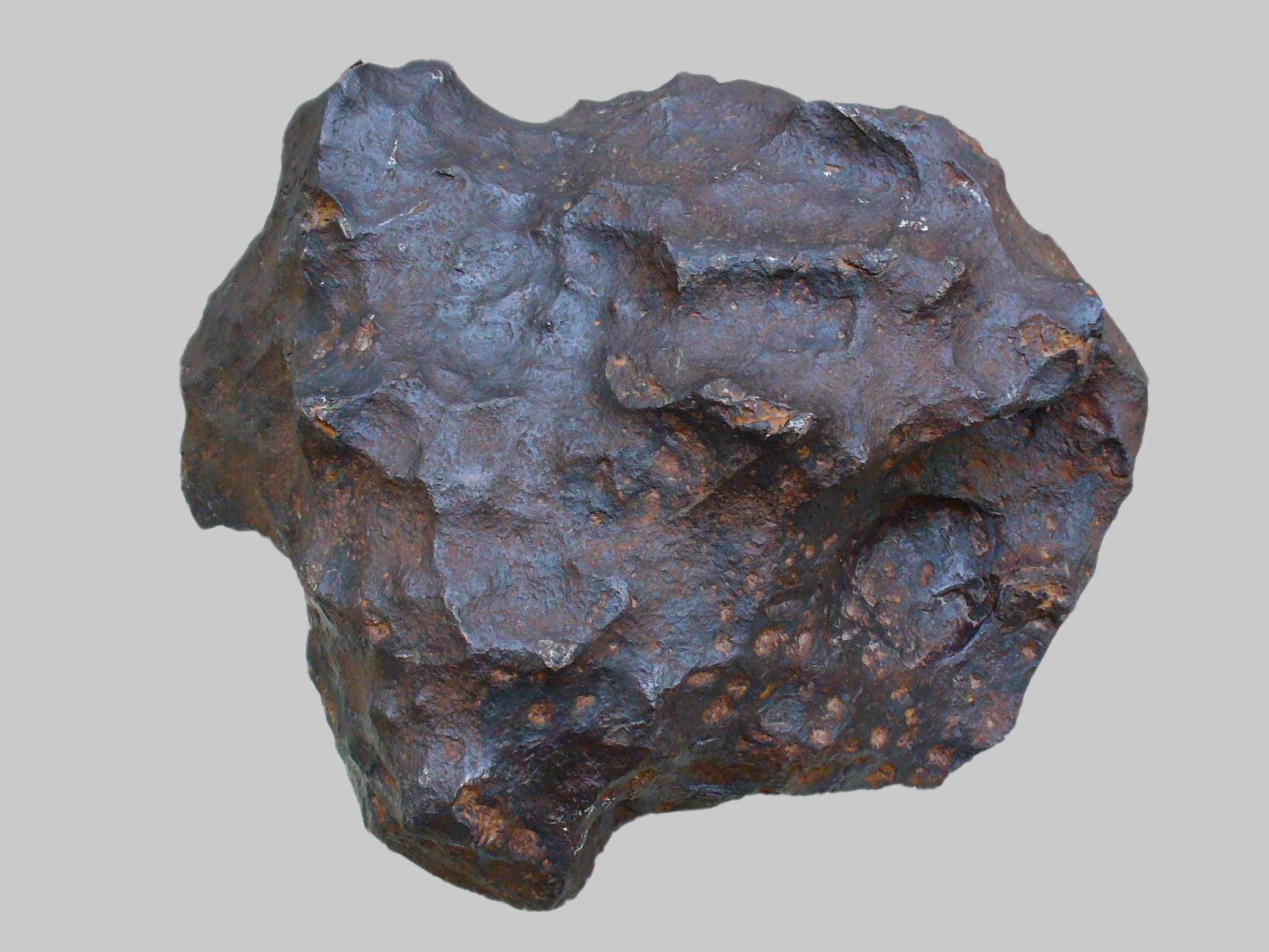
Esemplare di meteorite Odessa

## Esemplari
Gli esemplari di Odessa a volte soffrono della cosiddetta malattia da Lawrencite, cioè una corrosione del metallo dovuta alla contaminazione con del cloro. Questa contaminazione è avvenuta con tutta probabilità per via dei depositi salini presenti nella zona dove il meteorite è rimasto negli ultimi 50000 anni.